# Seiji Takaiwa
Seiji Takaiwa (jap. 高岩成二 Takaiwa Seiji; ur. 3 listopada 1968, prefektura Saitama) – japoński aktor i kaskader, znany z wielu ról kostiumowych w serialach tokusatsu z cykli Kamen Rider, Super Sentai i Metalowi herosi. Od 2001 (z małą przerwą w 2005) do 2019 roku wcielał się we wszystkich tytułowych Kamen Riderów. Czasem występuje również w rolach niekostiumowych. Związany z grupą Japan Action Enterprises. Jest mężem dawnej kaskaderki Rie Murakami.

## Filmografia

### Kamen Rider
- Kamen Rider Black RX (1988-89) – Riderman (kostium i głos)
- Kamen Rider ZO (1993) – Doras
- Kamen Rider Agito (2001-02) – Kamen Rider Agito
- Kamen Rider Ryuki (2002-03) – Kamen Rider Ryuki
- Kamen Rider 555 (2003-04) – Kamen Rider Faiz, Orfenok Wilk
- Kamen Rider Blade (2004-05) – Kamen Rider Blade
- Kamen Rider Kabuto (2006-07) – Kamen Rider Kabuto
- Kamen Rider Den-O (2007-08) – Kamen Rider Den-O, Momotaros
- Kamen Rider Kiva (2008-09) – Kamen Rider Kiva, Garuru
- Kamen Rider Decade (2009) – Kamen Rider Decade
- Kamen Rider W (2009-10) – Kamen Rider Double
- Kamen Rider OOO (2010-11) – Kamen Rider OOO
- Kamen Rider Fourze (2011-12) – Kamen Rider Fourze
- Kamen Rider Wizard (2012-13) – Kamen Rider Wizard
- Kamen Rider Gaim (2013-14) – Kamen Rider Gaim
- Kamen Rider Drive (2014-15) – Kamen Rider Drive
- Kamen Rider Ghost (2015-16) – Kamen Rider Ghost, Gyro (ludzka postać)
- Kamen Rider Ex-Aid (2017-17) – Kamen Rider Ex-Aid
- Kamen Rider Build (2017-18) – Kamen Rider Build
- Kamen Rider Zi-O (2018-19) – Kamen Rider Zi-O

### Metalowi herosi
- Tokusō Robo Janperson (1993) – Janperson
- Jūkō B-Fighter (1995-96) – Blue Beet
- B-Fighter Kabuto (1996-97) – B-Fighter Kabuto, B-Fighter Yanma, Julio Rivera/B-Fighter Genji (zarówno kostium, głos, jak i ludzka postać)

### Super Sentai
- Kyōryū Sentai Zyuranger (1992-93) – Smoczy Ranger (pod koniec serii)
- Ninja Sentai Kakuranger (1994-95) – Ninja Czerwony
- Denji Sentai Megaranger (1997-98) – Mega Niebieski
- Seijū Sentai Gingaman (1998-99) – Ginga Czerwony
- Kyūkyū Sentai GoGoFive (1999-2000) – Go Czerwony
- Mirai Sentai Timeranger (2000-01) – Time Czerwony
- Mahō Sentai Magiranger (2005-06) – Magi Czerwony